# Джала
Ясмин Фазлич (босн. Jasmin Fazlić; 16 октября 1986 году, Сараево, Югославия), наиболее известный под своим сценическим именем Яла (босн. Jala) — боснийский хип-хоп исполнитель и автор песен. В 2016 году вместе с Дином, Далал Мидхат-Талакичем и Аной Руцнер будет представлять Боснию и Герцеговину на Евровидении 2016 с песней «Ljubav je».